# 산티라몬
산티라몬(SANDIRAMON, サンティラモン)은 디지몬 시리즈에서 등장하는 캐릭터(몬스터)이다.

## 소개
데바 중 한명으로, 지하철 역에서 은세나 앞에 두 번째로 등장한 데바로, 거대한 코브라의 형태를 하고 있으며, 디지몬의 신 주작몬의 부하. 일행들의 공격을 받고 쓰러지자 레나몬이 자신의 정체를 묻자 "나는 디지몬의 신을 받들며, 그분의 명령을 따라 움직이는 12마리의 부하중의 하나. 이건 끝이 아니야 시작일 뿐이다. 앞으로 각오 단단히 해라 인간에게 붙어사는 녀석들이여 나는 여기서 살아지지만 우리 데바는 반드시....."라는 유언을 남기며 소멸한다.